# Peter Bamler
Peter Bamler (* 14. Mai 1964 in Lindau, Bayern) ist ein deutscher Schauspieler und Regisseur in Theater, Film und Fernsehen. Peter Bamler hat als Schauspieler an vielen deutschsprachigen Theatern gespielt und in über 20 Produktionen bei Film und Fernsehen mitgewirkt. Darüber hinaus arbeitet er auch erfolgreich als Hörspielsprecher im Radio.

## Leben und Karriere
Peter Bamler, geboren 1964 in Lindau am Bodensee, studierte Schauspiel an der Hochschule der Künste Berlin mit Abschluss Diplom 1988. Es folgten Theaterengagements unter anderem in Osnabrück und am Düsseldorfer Schauspielhaus. Später arbeitete er unter Heinz Engels am Deutschen Theater Göttingen in vielen Produktionen; unter anderem sah man ihn als Pigden in Außer Kontrolle, Bleichenwang in Was ihr wollt oder als Helm in Herr Paul von Tankred Dorst.
Danach spielte er an der Komödie im Bayerischen Hof in München und ging auf Tournee in Deutschland, Österreich und der Schweiz. Er gastierte zwei Jahre am Badischen Staatstheater Karlsruhe, wo man ihn in Stücken von Tschechow sah. Danach trat er unter anderem am Augenspieltheater in Hall in Tirol und unter der Regie von Gabriel Barylli in München auf.
Am Landshuter Landestheater Niederbayern spielte er unter dem Theaterregisseur Volkmar Kamm und der Regisseurin Martina Veh. Am Staatstheater Nürnberg arbeitete er als Gast unter der Regie von Albert Lang. Des Weiteren hatte er Engagements am Alten Schauspielhaus in Stuttgart.
Im Berner Theater an der Effingerstrasse verkörperte er zahlreiche unterschiedliche Charaktere wie den Gestapo-Beamten Mohr in Die Vernehmung, den Josef Tura in Sein oder Nicht Sein, den Vater Flynn in Zweifel, den Mr. Robinson in Die Reifeprüfung, den Carlos in Die Grönholm-Methode oder Vincent in Der Vorname.
Neben seiner Karriere am Theater, wirkte Bamler auch in verschiedenen Produktionen von Film und Fernsehen mit, unter anderem in zahlreichen Dokumentationen und TV-Filmen wie Das Rätsel der Schlangengöttin, König Ludwig II. von Bayern – Der einzig wahre König, Ein riskantes Spiel oder populären Serien wie Anwalt Abel, Medicopter 117 – Jedes Leben zählt oder SOKO 5113, Rosenheim-Cops, Der Bestatter (SRF). Zuletzt auch in Der Verdacht unter der Regie von Sabine Boss.
Seit 2011 ist Peter Bamler auch als Regisseur am Theater tätig. Er inszenierte in Bern das Stück 37 Ansichtskarten von Michael Mc Keever, Eine Mittsommernachts-Sex-Komödie nach einer Idee von Woody Allen und Toutou von A. Toutenuit und D. Besse. 2018 inszenierte er Der Chinese von Benjamin Lauterbach in Schwarzenburg.

## Auszeichnungen
- 1993: Förderpreis für Literatur der Landeshauptstadt Düsseldorf[6]

## Filmografie (Auswahl)

### Kinofilme
- 2012: Ruhm – Regie: Isabel Kleefeld

### Fernsehfilme (Auswahl)
- 2007: Das Rätsel der Schlangengöttin – Regie: Christian Bauer; Nikos Dayandas
- 2008: Ein riskantes Spiel – Regie: Johannes Fabrick
- 2008: Das Fräuleinwunder – Regie: Sabine Boss
- 2015: Verdacht – Regie: Sabine Boss

### Fernsehserien
- 1993: Einsatz für Lohbeck (Fernsehserie, 1 Episode)
- 2000: Anwalt Abel (Fernsehserie, 1 Episode)
- 2000–2008: SOKO 5113 (Fernsehserie, 2 Episoden)
- 2002: Medicopter 117 – Jedes Leben zählt – Verschollen
- 2014: Der Bestatter – Offene Wunden
- 2015: Die Rosenheim-Cops – Vertrauen ist gut, Kontrolle ist besser
- 2017: WaPo Bodensee – Ausgerudert

### Kurz- oder Dokumentarfilme
- 2000: Paul (Kurzfilm)
- 2005: Musik nur wenn sie laut ist (Kurzfilm)
- 2009: Die zweite Hinrichtung des Georg Elser (Dokumentarfilm)
- 2013: König Ludwig II. von Bayern – Der einzig wahre König (Dokumentarfilm)